# Янссен, Доминик
Доминик Йоханна Анна Янссен (нидерл. Dominique Johanna Anna Janssen; род. 17 января 1995, Хорст-ан-де-Маас, Лимбург), ранее известна под фамилией Бладворт (англ. Bloodworth) — нидерландская футболистка, защитник английского клуба «Манчестер Юнайтед» и сборной Нидерландов.

## Клубная карьера
Доминик Янссен начинала свою карьеру футболистки, выступая за молодёжную резервную команду клуба «РКСВ Виттенхорст». Летом 2013 года она перешла в немецкий «Эссен», игравший тогда в немецкой Бундеслиге, при этом отклонив предложения команд ПСВ/ФК Эйндховен и «Аякс» из БеНе-лиги. 8 сентября 2013 года, в рамках первого тура, Доминик дебютировала за свой новый клуб в Бундеслиге в матче, закончившемся вничью (3:3) с «Клоппенбургом». Она забила свой первый гол за «Эссен» 3 ноября 2013 года (7-й тур), в победном матче над «Хоффенхаймом» со счётом 5:1. В 2015 году футболистка подписала контракт с английским клубом «Арсенал». Этот переход оказался удачным для неё, она выиграла с командой Кубок английской лиги 2015 года, обыгравшей «Ноттс Каунти» со счётом 3:0.
В следующем сезоне Доминик вновь играла в финале английского кубка, на этот раз это был финал Кубка Англии 2016 года, который состоялся 14 мая. «Арсенал» обыграл «Челси» со счётом 1:0 в матче на «Уэмбли», и таким образом стал обладателем трофея, в 14-й раз в своей истории.
После сезона 2018/2019 WSL и 100 проведённых матчей за «Арсенал» Янссен подписала контракт с немецким «Вольфсбургом», действующим на тот момент чемпионом Германии.

## Карьера в сборной

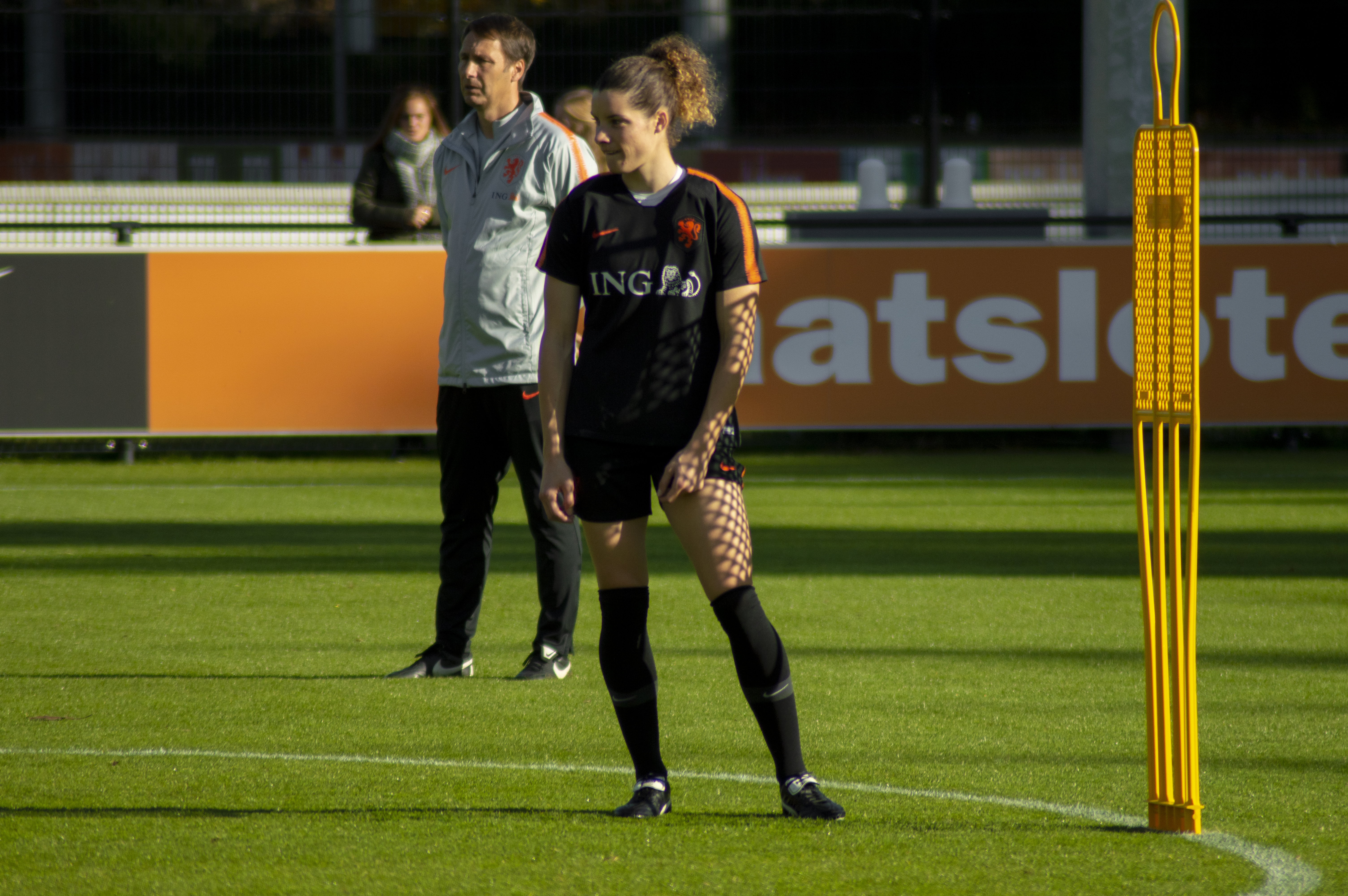
Доминик Блудворт, тренирующаяся со сборной Нидерландов 6 ноября 2018 года

Доминик впервые сыграла за юношескую сборную Нидерландов (до 15 лет) 17 марта 2010 года в товарищеском матче со сборной Англии. В 2012 году она была капитаном команды Нидерландов (до 17 лет) в отборочных матчах к чемпионату Европы среди девушек до 17 лет 2012 года, а также занимала это место в отборочном матче к чемпионату Европы среди девушек до 19 лет 2013 года. В 2014 году Доминик удалось вместе со своей командой выйти в финальный этап чемпионата Европы среди девушек до 19 лет, проходивший в 2014 году в Норвегии, где Нидерланды впервые стали чемпионами, в финале обыграв со счётом 1:0 Испанию. Янссен провела все пять матчей своей команды на этом турнире.
В 2014 году Доминик впервые была вызвана в главную сборную Нидерландов, приняв участие в Кубке Кипра 2014 года. 5 марта она дебютировала в её составе, выйдя на замену на 65-й минуте в матче против Австралии, закончившемся со счётом 2:2.
Янссен также играла за Нидерланды на чемпионате мира 2015 года и на чемпионате Европы 2017 года, последний турнир команда выиграла. После чемпионата 2017 года всю команду чествовали премьер-министр Нидерландов Марк Рютте и министр спорта Эдит Шипперс, а Доминик Янссен среди прочих была удостоена ордена Оранских-Нассау.
В 2019 году Доминик Янссен была включена в состав сборной Нидерландов на чемпионат мира 2019 года. Её команда выиграла все матчи группового этапа и вышла в финал, где уступила США.

### Голы за сборную
| Гол | Дата            | Стадион                          | Соперник | Счёт | Итог | Соревнование                 |
| --- | --------------- | -------------------------------- | -------- | ---- | ---- | ---------------------------- |
| 1   | 15 июня 2019    | Стад дю Эно, Валансьен, Франция  | Камерун  | 2:1  | 3:1  | чемпионат мира 2019          |
| 2   | 30 августа 2019 | А. Ле Кок Арена, Таллин, Эстония | Эстония  | 6:0  | 7:0  | отбор чемпионата Европы 2021 |

## Личная жизнь
Доминик Янссен вышла замуж за Брэндона Бладворта из США в 2018 году и взяла фамилию своего мужа. Брэндон Блэдворт к тому времени уже четыре года прослужил в ВВС США, дислоцированных в Афганистане, и познакомился с Янссен в Лондоне (Великобритания). Её муж был легкоатлетом 1-го дивизиона NCAA из Калифорнии. Ныне он играет в американский футбол за клуб «Вольфсбург Блю Уингз». Но, в 2020 году пара развелась и Доменик взяла обратно свою девичью фамилию.

## Достижения

### Клубные достижения
«Арсенал»
- Обладательница Кубка Англии: 2015/16
- Обладательница Кубка английской лиги: 2015, 2017/18[17]
- Победительница Женской суперлиги Футбольной ассоциации: 2018/19

### Достижения в сборной
Сборная Нидерландов (до 19 лет)
- Чемпионка Европы: 2014

Сборная Нидерландов
- Чемпионка Европы: 2017
- Обладательница Кубка Алгарве: 2018[18]